# کوین گیتس
کوین جروم گیلارد (متولد ۵ فوریه ۱۹۸۶)، که بیشتر با نام صحنه خود کوین گیتس شناخته می‌شود، رپر، خواننده و کارآفرین آمریکایی است. اولین آلبوم استودیوی او، Islah، در ژانویه سال ۲۰۱۶ منتشر شد و در جدول بیلبورد ۲۰۰ ایالات متحده به شماره دو رسید. گیتس قبل از Islah، همچنین Stranger Than Fiction , By Any Way و Luca Brasi 2 را منتشر کرد که همگی در جدول بیلبورد ۲۰۰ در صدر ۴۰ آهنگ برتر به صدر رسید.

## اوایل زندگی
کوین گیتس در کوین جروم گیلارد در ۵ فوریه ۱۹۸۶ به دنیا آمد. او و خانواده اش بلافاصله پس از تولد به باتون روژ بازگشتند. گیتس برای اولین بار در سال ۱۹۹۹ در سن ۱۳ سالگی دستگیر شد. هنگامی که ۱۷ ساله بود، به‌طور خلاصه در کالج جامعه باتون روژ شرکت کرد. گیتس از تبار مراکش و پورتوریکو است.

## حرفه

### ۲۰۱۲–۲۰۱۲: اوایل کار
گیتس کار خود را در سال ۲۰۰۷ آغاز کرد. در سال ۲۰۰۸، گیتس و بویسی در موارد جداگانه ای حبس شدند و به‌طور موقت فعالیت موسیقی گیتس را متوقف کردند. وی بین سالهای ۲۰۰۸ تا ۲۰۱۱ ۳۱ ماه در زندان به سر برد. در این مدت مدرک فوق لیسانس روانشناسی را از طریق برنامه زندان به دست آورد. او به دلیل رفتار خوب از زندان آزاد شد.

### ۲۰۱۹: آلبوم دوم
در تاریخ ۳۱ مه ۲۰۱۹، گیتس دومین EP خود را با عنوان " فقط ژنرال‌ها گون درک می‌کنند " منتشر کرد.
در تاریخ ۲۸ ژوئن سال ۲۰۱۹، گیتس به همراه موسیقی فیلم، "Push It" را منتشر کرد.

## زندگی شخصی
گیتس در اکتبر سال ۲۰۱۵ با دوست دیرینه خود، درکا هاینس ازدواج کرد. این زوج دارای دو فرزند به نام‌های اسلا و خزا هستند. گیتس در مصاحبه ای که در سال ۲۰۱۳ با Complex انجام داد، اظهار داشت که وی توسط زنان دیگری فرزند داشته‌است.
گیتس یک مسلمان عملی به همراه همسرش است و در سپتامبر سال ۲۰۱۶ برای انجام حج به مکه رفت.

## دیسکوگرافی
آلبوم‌های استودیویی
- Islah (2016)
- «من او هستم» (TBD)

Mixtapes/ EP
- - The Luca Brasi Story (2013)
  - Stranger Than Fiction (2013)
  - By Any Means (2014)
  - Luca Brasi 2 (2014)
  - Murder For Hire 2 (2016)
  - By Any Means 2 (2017)
  - Chained to the City (2018)
  - Luca Brasi 3 (2018)
  - Only the Generals Gon Understand (2019